# Jean Bertaud
Pour les articles ayant des titres homophones, voir Jean Bertaut et Jean Bertho.
Pour les articles homonymes, voir Bertaud.
Jean Bertaud, né le 9 septembre 1898 à Nîmes et mort le 8 mars 1987 à Saint-Mandé, est un homme politique français, sénateur de la Seine puis du Val-de-Marne de 1948 à 1977. Il est également maire de Saint-Mandé de 1944 à 1983.

## Carrière politique
Inspecteur de la société nationale des chemins de fer français (SNCF) de profession, Jean Bertaud s'engage en politique au lendemain de la Seconde Guerre mondiale en devenant maire de Saint-Mandé en 1944 et le restant pendant près de quarante ans avant de passer les rênes de la municipalité à Robert-André Vivien pour les élections municipales de 1983.
Élu pour la première fois au Sénat sous la IVe République au sein du groupe des Républicains sociaux le 7 novembre 1948, il est deux fois réélu en 1952 et 1958. Sous la Ve République, il devient sénateur, mais au sein du groupe UNR le 26 avril 1959 et réélu le 22 septembre 1968, jusqu'en 1977, date à laquelle il décide de ne pas se représenter. Il y est membre puis président de la Commission des affaires économiques du Sénat.
Il est inhumé dans le Cimetière Sud de Saint-Mandé dépendant de la commune mais situé dans le 12e arrondissement de Paris.